# Werner-Siemens-Realgymnasium

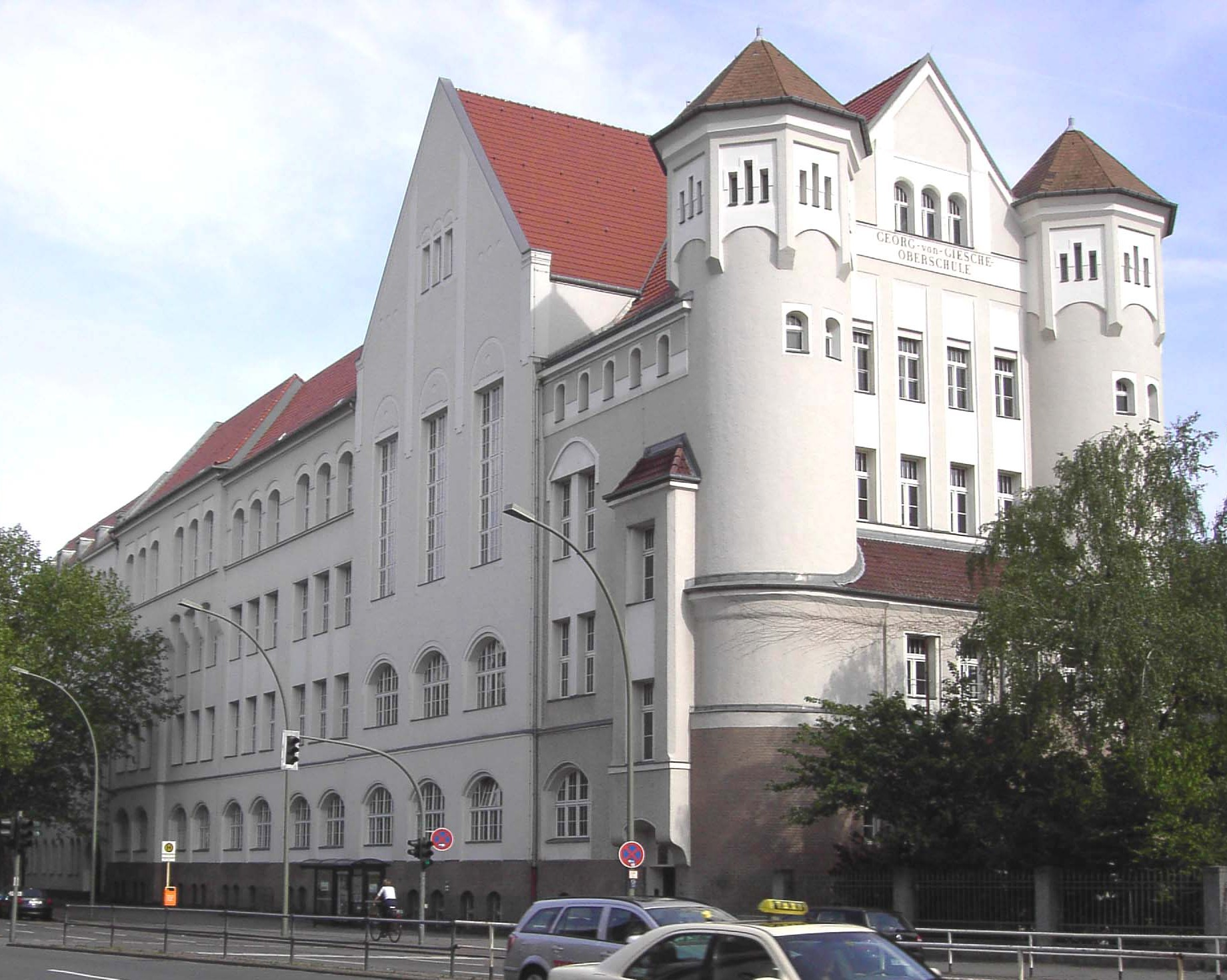
Werner-Siemens-Realgymnasium

Het Werner-Siemens-Realgymnasium was een rijks gymnasium in het Berlijnse stadsdeel Schöneberg. Het werd in 1903 door links-liberale hervormingsgezinde pedagogen opgericht. Meer dan de helft van de leerlingen kwam voort uit de joodse intelligentsia van het omliggende Bayerisches Viertel en het verder gelegen Grunewald.
De school streefde naar verlicht denken en keurde de typische Pruisische dril en onderdanig gedrag af. Levendig dicht bij de praktijk gelegen onderwijs vormde het zwaartepunt van het onderwijsprogramma. Als eerste in Pruisen kreeg de school in 1909 een schoolvertegenwoordiging en een schoolvereniging. Naast de ouders moesten ook de leerlingen gestalte geven aan het schoolleven. Schoolfeesten en schoolreisjes waren een vast bestanddeel van het pedagogische programma.
De school is vernoemd naar de industrieel en uitvinder Werner von Siemens, een van de medeoprichters van de Deutsche Fortschrittspartei (Duitse Vooruitgangspartij).
In het verouderde Duitse, pedagogische spraakgebruik staat ‘real’ voor zakelijk, zich bezighouden met reële zaken, bijvoorbeeld biologie, aardrijkskunde, wiskunde, moderne taken (dus geen Grieks en Latijn). De 'realgymnasia' bestonden tot in de jaren vijftig van de twintigste eeuw, naast de humanistische gymnasia, waar wel Grieks en Latijns werd gegeven.
In 1928 lokten de leerlingen van de school een debat uit in de Pruisische Landdag toen zij zich met een handtekeningenactie inzette voor de vrije liefde en de vrijheid om van af 16-jarige leeftijd toe te geven dat men homoseksueel was.
In 1931 behoorden 212 van de  382 leerlingen tot het joodse geloof.
Na de machtsgreep van de Nationaalsocialisten werd de directeur van de school verplicht met pensioen gestuurd (hij had in een rede voor de leerlingen zijn vermoeden geuit dat de Nationaalsocialisten de Rijksdag in brand hadden gestoken) en het lerarenkorps werd ontdaan van tegenstanders van het regime en uiteraard ook van joodse leraren. Door emigratie en het voor Joden afschaffen van schoolgeldvermindering  liep het aantal Joodse leerlingen terug (in 1934 nog slechts 72). Wegens het (moedwillig veroorzaakte) gebrek aan leerlingen sloten de Nationaalsocialisten daarop in 1935 de school.
Veel van de joodse leerlingen ontkwamen door emigratie, hieronder enkele oud-leerlingen:
- Yakov Malkiel, spraakwetenschapper, romanist, professor aan de University of California, Berkeley.
- Marcel Reich-Ranicki, de Duitse literatuurcriticus, bijgenaamd de literatuurpaus, presentator van de uitzending 'Das Literarische Quartett' (ZDF, 1988-2001) en chef van de literaire redactie van de Frankfurter Allgemeine Zeitung (1973-1988).
- Heinrich Schulte, psychiater, chef van de Städtischen Nervenklinik Bremen.
- George Salter, reclamegraficus, professor aan de Cooper Union School of Art, New York.
- Margarete Sommer, zakelijk leider van het Hilfswerk beim Bischöflichen Ordinariat in Berlijn.
- Erich Sternberg, gerontopsychiater, bij het Neuropsychiatrisch  onderzoeksinstituut in de voormalige Sovjet-Unie.
- Rolf Schwedler, senator voor het bouw- en woningswezen van Berlijn.
- Richard Rudolf Walzer, filoloog oude talen, filosoof en oriëntalist, lid van de Britse academie van wetenschappen.
- Wolfgang Yourgrau, sociaalpsycholoog, natuurkundige en journalist, professor aan de University of Denver.